# Gabriella Gatti
Gabriella Gatti (Roma, 5 luglio 1905 – Roma, 22 ottobre 2003) è stata un soprano italiano.

## Biografia
Nel 1926, a diciotto anni, si diplomò in pianoforte all'Conservatorio Santa Cecilia di Roma. Dopo i corsi di perfezionamento al Teatro Reale, nel 1933 debuttò in Nabucco al Politeama di Firenze, accanto a  Carlo Galeffi e con la direzione di Vittorio Gui.
Nel 1934 fu Euridice ne L'Orfeo di Claudio Monteverdi al Teatro dell'Opera di Roma, dove nello stesso anno apparve anche in Fedra di Ildebrando Pizzetti, l'anno successivo in Otello e nel 1936 ne La forza del destino accanto a Beniamino Gigli. Nel 1938 debuttò al Teatro alla Scala in Silvano di Pietro Mascagni.
Durante la guerra ricoprì nel 1942 il ruolo di Maria nella prima italiana di Wozzeck di Alban Berg. In quegli anni conobbe e divenne amica della violinista  Gioconda De Vito, alla quale rimase legata fino alla scomparsa.
Dopo l'interpretazione in Pulcinella di Igor' Fëdorovič Stravinskij e in Miserere di Niccolò Jommelli nei primi anni cinquanta, fece l'ultima apparizione pubblica in un concerto per la RAI il 14 marzo 1953. Oltre al repertorio operistico interpretò arie da concerto, lieder, oratori e musica sacra. La documentazione relativa alla sua attività artistica fa parte dell'Archivio storico del Teatro dell'Opera di Roma.
Era sorella dell'archeologo Guglielmo Gatti.

## Discografia
- Le nozze di Figaro (Contessa), con Italo Tajo, Sesto Bruscantini, Alda Noni, Iolanda Gardino, dir. Fernando Previtali - Cetra 1951
- Nabucco (Fenena), con Paolo Silveri, Caterina Mancini, Antonio Cassinelli, Mario Binci, dir. Fernando Previtali - Cetra 1951

## Repertorio
| Personaggio             | Opera                     | Autore                  |
| ----------------------- | ------------------------- | ----------------------- |
| Vannina d'Alando        | Don Giovanni di Manara    | Franco Alfano           |
| Giuditta                | Il castello di Barbablù   | Béla Bartók             |
| Norma                   | Norma                     | Vincenzo Bellini        |
| Maria                   | Wozzeck                   | Alban Berg              |
| Margherita              | La dannazione di Faust    | Hector Berlioz          |
| Elena Margherita        | Mefistofele               | Arrigo Boito            |
| Turandot                | Turandot                  | Ferruccio Busoni        |
| Anna                    | Le stagioni               | Franz Joseph Haydn      |
| Matilde                 | Silvano                   | Pietro Mascagni         |
| Euridice                | L'Orfeo                   | Claudio Monteverdi      |
| Poppea                  | L'incoronazione di Poppea | Claudio Monteverdi      |
| Contessa d'Almaviva     | Le nozze di Figaro        | Wolfgang Amadeus Mozart |
| Fedra                   | Fedra                     | Ildebrando Pizzetti     |
| Liù                     | Turandot                  | Giacomo Puccini         |
| Semiramide              | Semiramide                | Gioachino Rossini       |
| Matilde d'Asburgo       | Guglielmo Tell            | Gioachino Rossini       |
| Anna Fenena             | Nabucco                   | Giuseppe Verdi          |
| Elvira                  | Ernani                    | Giuseppe Verdi          |
| Leonora                 | Il trovatore              | Giuseppe Verdi          |
| Violetta Valery         | La traviata               | Giuseppe Verdi          |
| Donna Leonora di Vargas | La forza del destino      | Giuseppe Verdi          |
| Elisabetta di Valois    | Don Carlo                 | Giuseppe Verdi          |
| Desdemona               | Otello                    | Giuseppe Verdi          |
| Elisabetta              | Tannhäuser                | Richard Wagner          |
| Agata                   | Il franco cacciatore      | Carl Maria von Weber    |
| Rezia                   | Oberon                    | Carl Maria von Weber    |
| Giulietta               | Giulietta e Romeo         | Riccardo Zandonai       |

## Colonne sonore
- Rossini
- Guglielmo Tell